# Liste des cathédrales de la Calabre
Cet article recense les cathédrales de la Calabre en Italie.

## Généralités
Les cathédrales érigées dans la Calabre sont des édifices de l'Église catholique. Administrativement, la région est sous la juridiction de la région ecclésiastique de Calabre, soit cinq archidiocèses et six diocèses : Cassano allo Ionio, Catanzaro-Squillace, Cosenza-Bisignano, Crotone-Santa Severina, Lamezia Terme, Locri-Gerace, Mileto-Nicotera-Tropea, Diocèse d'Oppido Mamertina-Palmi, Reggio de Calabre-Bova, Rossano-Cariati et San Marco Argentano-Scalea. Elle compte également une éparchie, l'éparchie de Lungro, église particulière de l'Église grecque-catholique italo-albanaise.
Au total, la région compte douze cathédrales et neuf cocathédrales. On y dénombre également plusieurs anciennes cathédrales : édifices qui ont par le passé accueilli le siège d'un évéché avant de le perdre, ou qui subsistent à l'état de ruines.

## Liste

### Cathédrales
| Édifice                                | Commune             | Province          | Diocèse                    | Notes                                                                                                   | Coordonnées                       | Illus. |
| -------------------------------------- | ------------------- | ----------------- | -------------------------- | --- | --------------------------------- | ------ |
| Notre-Dame de l'Assomption             | Catanzaro           | Catanzaro         | Catanzaro-Squillace        | | 38° 54′ 18″ nord, 16° 35′ 31″ est |        |
| Saints-Pierre-et-Paul                  | Lamezia Terme       | Catanzaro         | Lamezia Terme              | | 38° 58′ 35″ nord, 16° 19′ 14″ est |        |
| Nativité-de-la-Vierge                  | Cassano all'Ionio   | Cosenza           | Cassano allo Ionio         | Basilique mineure                                                                                       | 39° 47′ 08″ nord, 16° 19′ 06″ est |        |
| Très-Sainte-Vierge-Marie-Acheiropoïète | Corigliano-Rossano  | Cosenza           | Rossano-Cariati            | | 39° 34′ 30″ nord, 16° 37′ 59″ est |        |
| Notre-Dame de l'Assomption             | Cosenza             | Cosenza           | Cosenza-Bisignano          | | 39° 17′ 20″ nord, 16° 15′ 36″ est |        |
| Saint-Nicolas-de-Myre                  | Lungro              | Cosenza           | Lungro                     | Cathédrale de l'éparchie de Lungro, église particulière de l'Église grecque-catholique italo-albanaise. | 39° 44′ 32″ nord, 16° 07′ 21″ est |        |
| Saint-Marc                             | San Marco Argentano | Cosenza           | San Marco Argentano-Scalea | | 39° 33′ 32″ nord, 16° 07′ 03″ est |        |
| Notre-Dame de l'Assomption             | Crotone             | Crotone           | Crotone-Santa Severina     | Basilique mineure                                                                                       | 39° 04′ 53″ nord, 17° 07′ 43″ est |        |
| Notre-Dame                             | Locri               | Reggio de Calabre | Locri-Gerace               | | 38° 14′ 12″ nord, 16° 15′ 40″ est |        |
| Très-Sainte-Vierge-Marie               | Oppido Mamertina    | Reggio de Calabre | Oppido Mamertina-Palmi     | | 38° 17′ 17″ nord, 15° 59′ 06″ est |        |
| Notre-Dame de l'Assomption             | Reggio de Calabre   | Reggio de Calabre | Reggio de Calabre-Bova     | Basilique mineure                                                                                       | 38° 06′ 20″ nord, 15° 38′ 30″ est |        |
| Notre-Dame de l'Assomption             | Mileto              | Vibo Valentia     | Mileto-Nicotera-Tropea     | Basilique mineure                                                                                       | 38° 36′ 19″ nord, 16° 03′ 50″ est |        |

### Cocathédrales
| Édifice                              | Commune        | Province          | Diocèse                | Notes             | Coordonnées                       | Illus. |
| ------------------------------------ | -------------- | ----------------- | ---------------------- | ----------------- | --------------------------------- | ------ |
| Notre-Dame de l'Assomption           | Squillace      | Catanzaro         | Catanzaro-Squillace    | Basilique mineure | 38° 46′ 54″ nord, 16° 31′ 19″ est |        |
| Notre-Dame de l'Assomption           | Bisignano      | Cosenza           | Cosenza-Bisignano      |                   | 39° 30′ 59″ nord, 16° 17′ 17″ est |        |
| Saint-Michel-Archange                | Cariati        | Cosenza           | Rossano-Cariati        |                   | 39° 29′ 45″ nord, 16° 56′ 46″ est |        |
| Sainte-Anastasie                     | Santa Severina | Crotone           | Crotone-Santa Severina |                   | 39° 08′ 54″ nord, 16° 54′ 55″ est |        |
| Présentation-de-la-Vierge            | Bova           | Reggio de Calabre | Reggio de Calabre-Bova |                   | 37° 59′ 43″ nord, 15° 55′ 56″ est |        |
| Notre-Dame de l'Assomption           | Gerace         | Reggio de Calabre | Locri-Gerace           | Basilique mineure | 38° 16′ 21″ nord, 16° 13′ 04″ est |        |
| Saint-Nicolas                        | Palmi          | Reggio de Calabre | Oppido Mamertina-Palmi |                   | 38° 21′ 35″ nord, 15° 50′ 56″ est |        |
| Notre-Dame de l'Assomption           | Nicotera       | Vibo Valentia     | Mileto-Nicotera-Tropea |                   | 38° 33′ 03″ nord, 15° 56′ 16″ est |        |
| Très-Sainte-Vierge-Marie-de-Roumanie | Tropea         | Vibo Valentia     | Mileto-Nicotera-Tropea |                   | 38° 40′ 40″ nord, 15° 53′ 55″ est |        |

### Anciennes cathédrales
| Édifice                    | Commune               | Province          | Notes | Coordonnées                       | Illus. |
| -------------------------- | --------------------- | ----------------- | --- | --------------------------------- | ------ |
| Saint-Michel-Archange      | Belcastro             | Catanzaro         | | 39° 00′ 58″ nord, 16° 47′ 13″ est |        |
| Notre-Dame de l'Assomption | Martirano             | Catanzaro         | Cathédrale de l'ancien diocèse de Martirano (it). | 39° 04′ 56″ nord, 16° 14′ 54″ est |        |
| Saint-Théodore             | Cerenzia              | Crotone           | Cathédrale de l'ancien diocèse de Cerenzia (it) ; ruines dans le village abandonné d'Acerenthia.                                                                       | 39° 15′ 30″ nord, 16° 48′ 50″ est |        |
| Notre-Dame de l'Assomption | Isola di Capo Rizzuto | Crotone           | Cathédrale de l'ancien diocèse d'Isola (it) | 38° 57′ 31″ nord, 17° 05′ 56″ est |        |
| Adoration                  | Santa Severina        | Crotone           | | 39° 08′ 57″ nord, 16° 54′ 59″ est |        |
| Saint-Léon                 | Scandale              | Crotone           | |                                   |        |
| Saints-Pierre-et-Paul      | Strongoli             | Crotone           | Cathédrale de l'ancien diocèse de Strongoli (it) | 39° 15′ 49″ nord, 17° 03′ 01″ est |        |
| Saint-Donatien (it)        | Umbriatico            | Crotone           | Cathédrale de l'ancien diocèse d'Umbriatico (it) | 39° 21′ 12″ nord, 16° 55′ 02″ est |        |
| Saint-Fantin (it)          | Palmi                 | Reggio de Calabre | Vraisemblable cathédrale de l'ancien diocèse de Tauriana (it) | 38° 23′ 32″ nord, 15° 51′ 57″ est |        |
| Saint-Léon-Luc (it)        | Vibo Valentia         | Vibo Valentia     | Ancienne cathédrale, l'édifice est gravement endommagé lors de tremblements de terre au XVIIe siècle et détruit. Une église plus récente est édifiée à son emplacement | 38° 40′ 38″ nord, 16° 06′ 26″ est |        |